# Армолколіт

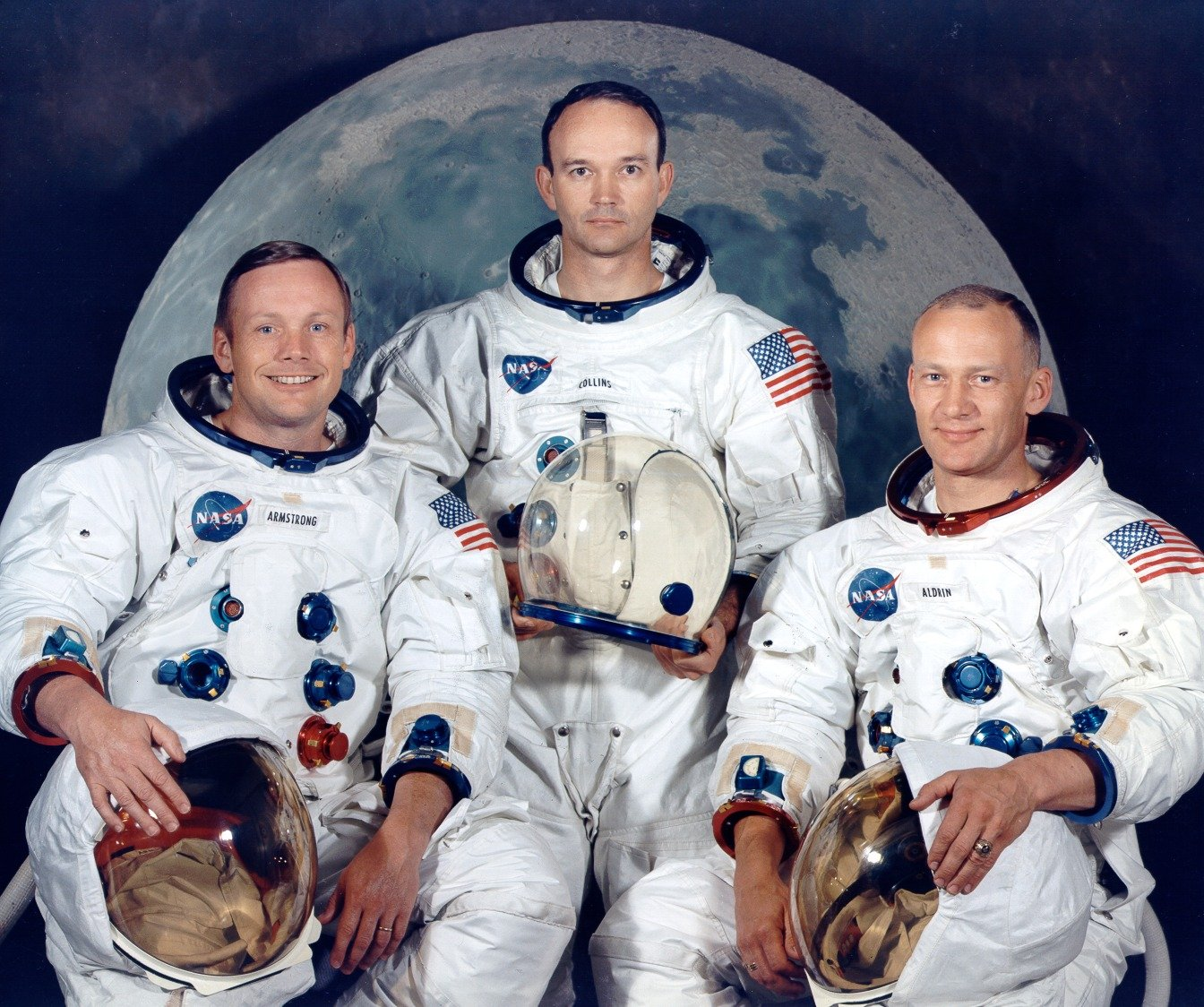
Екіпаж «Аполлона-11», на честь якого названо Армолколіт. Зліва направо Ніл Армстронг, Майкл Коллінз і Базз Олдрін.

Армолколіт — багатий на титан мінерал з хімічною формулою (Mg, Fe2+)Ti2O5. Вперше його знайшли на Базі Спокою на Місяці в 1969 році під час місії «Аполлон-11» і назвали на честь трьох астронавтів «Аполлона-11» Ніла Армстронга, Базза Олдріна та Майкла Коллінза. Разом із транквілітіїтом і піроксфероїтом це один із трьох нових мінералів, відкритих на Місяці. Пізніше армолколіт був ідентифікований у різних місцях на Землі та синтезований у лабораторії. (Транквілітіїт і піроксфероїт також пізніше були знайдені в різних місцях на Землі). Синтез цих мінералів вимагає низького тиску, високих температур і швидкого вистигання приблизно від 1000 °C до температури навколишнього середовища. Армолколіт розпадається на суміш багатих магнієм ільменіту та рутилу при температурах нижче 1000 °C, але з охолодженням перетворення сповільнюється. Через цю залежність від умов вистигання армолколіт є відносно рідкісним і зазвичай асоціюється з ільменітом і рутилом, серед інших мінералів.

## Прояви
Армолколіт спочатку був знайдений на Місяці, в Морі Спокою на Базі Спокою, а також у долині Таурус-Літтроу та нагір'ї Декарта. Найбільшу кількість зразків надали місії «Аполлон-11» і «17». Пізніше його було ідентифіковано на Землі за зразками лампроїтових дайок і пробок, взятих у Смокі-Батті, округ Гарфілд, штат Монтана, США. На Землі зустрічається також у Німеччині (ударний кратер Нердлінгер-Рис у Баварії), Гренландії (острів Діско), Мексиці (шлаковий конус Ель-Торо, Сан-Луїс-Потосі), Південній Африці (кімберлітові копальні Ягерсфонтейн, Бультфонтейн і Дютойспан), Іспанії (Провінція Альбасете та Хумілья, Мурсія), Україні (Прип'ятська западина), США (кар'єр Кніппа, округ Ювалде, Техас і Смокі-Батт, Джордан, Монтана) і Зімбабве (район Мвенезі). Армолколіт також був виявлений в місячних метеоритах, таких як Dhofar 925 і 960, знайдених в Омані.
Армолколіт — другорядний мінерал, який зустрічається в багатих на титан базальтових породах, вулканічній лаві та іноді гранітному пегматиті, ультраосновних породах, лампроїтах і кімберлітах. Він асоціюється з різними мінералами — змішаними оксидами заліза і титану, графітом, анальцимом, діопсидом, ільменітом, флогопітом і рутилом. Утворює подовжені кристали приблизно до 0,1–0,3 мм завдовжки, вбудовані в базальтову матрицю. Петрографічний аналіз показує, що армолколіт зазвичай утворюється при низькому тиску та високих температурах.

## Синтез
Кристали армолколіту довжиною до кількох міліметрів можна виростити шляхом змішування порошків оксидів заліза, титану та магнію в правильному співвідношенні, розплавлення їх у печі при температурі приблизно 1400 °C, дозволяючи розплаву кристалізуватися протягом кількох днів приблизно при 1200 °C, а потім охолодження кристалів до температури навколишнього середовища. Етап охолодження необхідний як для лабораторного, так і для природного синтезу, щоб уникнути перетворення армолколіту на суміш ільменіту, багатого магнієм (Mg-FeTiO
3) і рутилу (TiO2) при температурах нижче 1000 °C. Ця порогова температура перетворення зростає з тиском і врешті-решт перетинає точку плавлення, що означає, що мінерал не може бути утворений при достатньо високому тиску. Через це перетворення в ільменіт, армолколіт має відносно низьке поширення і асоціюється з ільменітом і рутилом. Отже, відносну кількість ільменіту та армолколіту можна використовувати як індикатор швидкості охолодження мінералу під час його утворення.

## Властивості

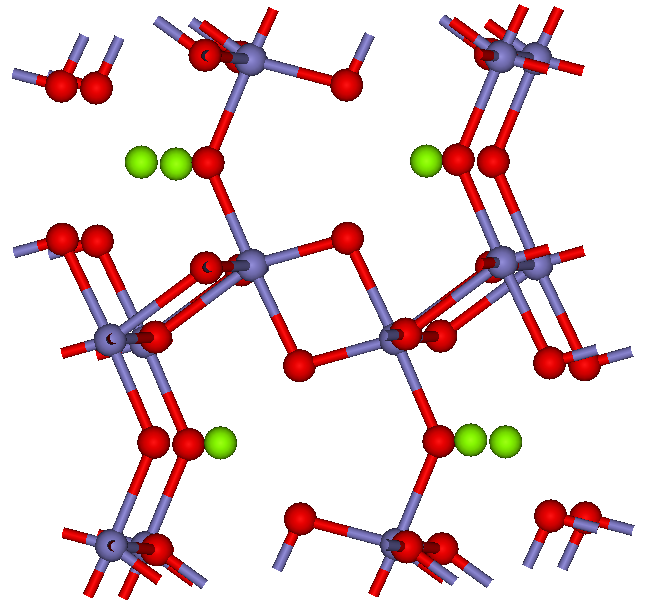
Кристалічна структура. Кольори: зелений — Mg, синій — Ti, червоний — кисень.

Армолколіт має загальну хімічну формулу (Mg, Fe2+)Ti2O5. Він утворює непрозорі маси, які у відбитому світлі мають колір від сірого (орто-армолколіт) до темно-коричневого (пара-армолколіт), причому сірі різновиди є найпоширенішими, особливо в синтетичних зразках. Кристалічна структура орто- і пара-армолколіту однакова. Їх хімічний склад істотно не відрізняється, але є різниця у вмісті MgO і Cr2O3, що пояснюється різним забарвленням. Армолколіт входить до групи псевдобрукітів, що складається з мінералів загальної формули X2YO5. X і Y зазвичай є Fe (2+ і 3+), Mg, Al і Ti. Кінцевими членами є армолколіт ((Mg, Fe)Ti2O5), псевдобрукіт (Fe2TiO5), ферропсевдобрукіт (FeTi2O5) і «кароїт» (MgTi2O5). Вони ізоструктурні, і всі вони мають орторомбічну кристалічну структуру та трапляються в місячних і земних породах.
Хімічний склад більшості зразків армолколіту можна розкласти на суму оксидів металів: TiO2 (концентрація 71-76 %), FeO (10-17 %), MgO (5,5-9,4 %), Al2O3 (1,48 %–2 %), Cr2O3 (0,3-2 %) і MnO (0-0,83 %). У той час як вміст титану є відносно постійним, співвідношення магнію до заліза змінюється і зазвичай менше 1. Виділяють так званий Cr-Zr-Ca різновид армолколіту, яка має підвищений вміст Cr2O3 (4,3-11,5 %), ZrO2 (3,8-6,2 %) і CaO (3-3,5 %). Ці різновиди принципово не відрізняються, і також трапляються проміжні композиції. Бідна залізом (багата магнієм) модифікація армолколіту має таку ж кристалічну структуру і зустрічається в земній корі, як мінерал, неофіційно названий «кароїт».
Більшість титану присутня в армолколіті з валентністю 4+ завдяки відновному середовищу синтезу, але є значна частка Ti3+ в місячних зразках. Співвідношення Ti3+/Ti4+ в армолколіті може служити індикатором фугітивності (ефективного парціального тиску) кисню під час утворення мінералу. Це також дозволяє розрізнити місячний і земний армолколіти, оскільки Ti3+/Ti4+ = 0 для останнього.
Оскільки формулою армолколіту є (Mg, Fe2+)Ti2O 5, вона відповідає загальній формулі XY2O5, де X=(Mg і Fe2+), Y=Ti, а O — кисень. Обидва місця X і Y є октаедрично координованими, а співвідношення радіусів між катіонами та аніонами в армолколіті становить три до п'яти (0,6), що робить структуру октаедричною. Армолколіт — багатий на титан мінерал, який належить до магнезіально-ферропсевдобрукітової групи мінералів з Fe2+Ti2O5 і MgTi2O5 як кінцевими членами. Завдяки октаедричній симетрії армолколіт має твердий розчин (катіонне заміщення) між кількома елементами Fe2+, Fe3+, Mg, Al і Ti; це пов'язано з їхньою подібністю атомних радіусів і заряду. Кристалографічна структура армолколіту є орторомбічно-дипірамідальною, тому належить до орторомбічної системи та має точкову групу 2/m 2/m 2/m і просторову групу Bbmm. Усередині ділянок M1 для армолколіту ідеально підходить місце для заліза через більший розмір заліза, а у M2 магній і титан розподілені між двома ділянками. У металевих вузлах титан має восьмикратну; магній і залізо чотирикратну координацію. Співвідношення магнію та заліза в армолколіті зменшується зі зниженням температури з 0,81 при 1200 °C до 0,59 при 1150 °C. Щойно армоколіт досягає 1125 °C, він заміщується ільменітом FeTiO3, в якому відсутні як магній, так і залізо.
Кристалічна структура армолколіту близька до спотвореного брукіту. Його основу складають деформовані октаедри з атомом титану в центрі та шістьма атомами кисню у вершинах. Іони магнію або заліза розташовані в внутрішніх ділянках; вони не роблять значного внеску в структуру ґратки, яка утримується зв'язками Ti-O через вершини октаедрів. Однак ці іони впливають на оптичні властивості, роблячи мінерал непрозорим на відміну від прозорого діоксиду титану TiO2.